# Stylidium lobuliflorum
Stylidium lobuliflorum este o specie de plante dicotiledonate din genul Stylidium, familia Stylidiaceae, ordinul Asterales, descrisă de Ferdinand von Mueller. Conform Catalogue of Life specia Stylidium lobuliflorum nu are subspecii cunoscute.